# Стрижка овец (картина)
«Стрижка овец» (англ. Shearing the Rams) — картина австралийского художника Тома Робертса, написанная в 1890 году. На полотне изображены работники, стригущие овец в специальном деревянном сарае для стрижки. Картина имеет яркий австралийский характер, воспевает сельскую жизнь и труд, в частности «суровое мужское ремесло». Она подчёркивает особую роль, которую шерстяная промышленность сыграла в развитии Австралии.
Это одна из самых известных и популярных картин в Австралии. «Стрижка овец» считается «шедевром австралийского импрессионизма» и «великой иконой австралийской истории популярного искусства». Картина входит в австралийскую коллекцию Национальной галереи Виктории, которая находится в Центре Яна Поттера на площади Федерации в Мельбурне.

## Описание

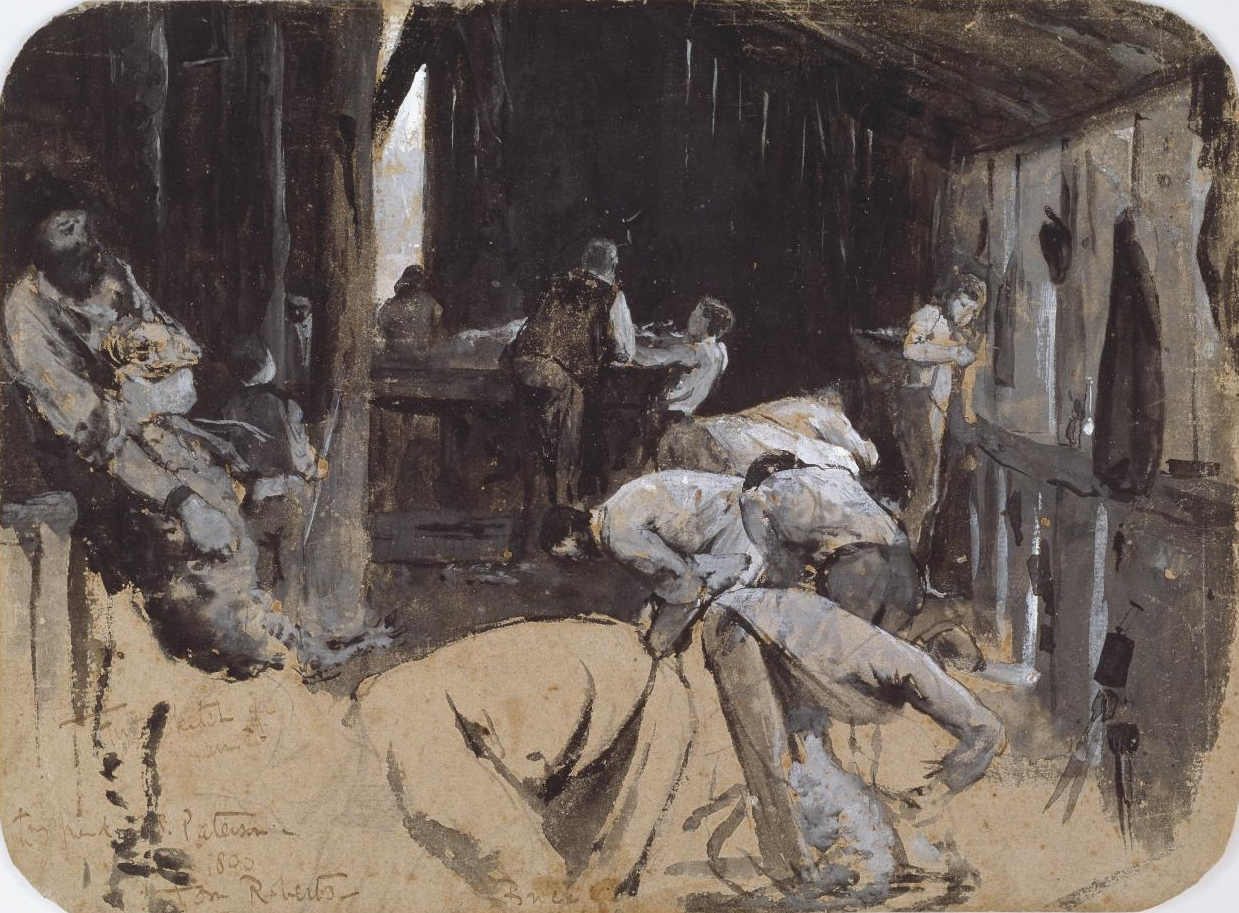
Один из по крайней мере 70 этюдов Робертса к картине «Стрижка овец»

Робертс писал картину в сарае для стрижки в местечке Килленин на окраине овцеводческой фермы Броклсби площадью 24 тыс. га, недалеко от Короуа в регионе Риверина в Новом Южном Уэльсе. Ферма принадлежала семье Андерсон, дальним родственникам Робертса, который впервые посетил ферму в 1886 году, чтобы присутствовать на семейной свадьбе. Выбрав стрижку в качестве сюжета для картины, Робертс прибыл в Броклсби весной 1888 года, сделав около 70 или 80 предварительных набросков «света, атмосферы, овец, людей и работы», прежде чем вернуться на ферму в следующий сезон уже с холстом. Работа Робертса была отмечена в местной прессе сообщениями о том, что он, «одетый в синюю рубашку и молескин… добавляет последние штрихи к картине маслом размером примерно 5 на 4 фута».
Историки искусства ранее полагали, что Робертс завершил большую часть картины в своей студии в Мельбурне, используя эскизы, сделанные в Броклсби. Однако в 2003 году искусствовед и историк Пол Джонсон написал: «Том Робертс провёл два года на месте, рисуя „Стрижку овец“». В 2006 году было обнаружено новое свидетельство, что Робертс рисовал большую часть работ на пленэре непосредственно в сарае для стрижки. В 2006 году Национальная галерея Виктории провела научную экспертизу краски, оставшейся на куске древесины из ныне разрушенного сарая, где, как предполагалось, Робертс чистил свои кисти. Исследование подтвердило, что краска разных оттенков точно соответствовала краске, использованной в картине. Старший куратор по искусству галереи Теренс Лейн считает это убедительным доказательством того, что большая часть работы была сделана на месте: «Для меня это свидетельство того, что много времени было проведено в этом овцеводческом сарае … выбор цветов указывает на то, что он провёл много времени на пленэре».

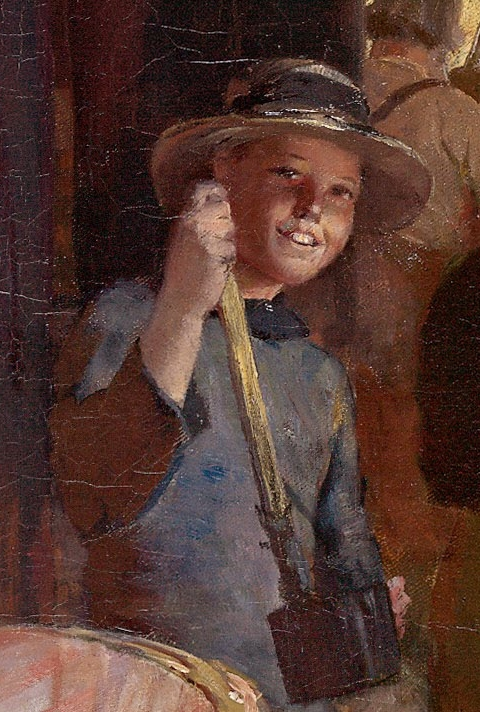
Деталь картины

Анахронизмом представляется то, что на картине овец стригут ручными, а не машинными ножницами, которые начали поступать на австралийские фермы уже в конце 1880-х годов. Предположение историка искусства Терри Смита о том, что Робертс намеренно представил историческое ви́дение стрижки, было поставлено под сомнение в связи с отсутствием доказательств того, что электрические ножницы использовались в Броклсби во время написания композиции. Левая фигура молодого человека, держащего барана, намекает на фигуру Исава во «Вратах рая» Лоренцо Гиберти во Флорентийском баптистерии. Моделью улыбающегося парня-тарбоя в центре картины, единственной фигуры, которая смотрит в глаза зрителю, на самом деле была девочка, 9-летняя Сьюзан Борн, прожившая до 1979 года. Она также помогала Робертсу поднимать пыль в сарае, чтобы лучше передать атмосферу процесса.
Рубашка в бело-розовую полоску центрального стригаля несёт наивысшую тональность композиции и идентична рубашке на портрете Уилла Мэлони 1887 года Джона Рассела, близкого друга Робертса, который большую часть своей карьеры провёл во Франции. Трио вместе путешествовало по Европе в середине 1880-х годов, и когда Мэлони вернулся в Мельбурн в 1888 году, Рассел поручил ему показать портрет Робертсу. Предполагается, что рубашка на центральной фигуре — это дань уважения Робертса его друзьям.
Рентгеновское исследование картины в 2007 году, сделанное во время реставрации, показало первоначальный эскиз Робертса с изображением центральной фигуры. На нём стригаль был без бороды и стоял более вертикально; впоследствии его заменила склонённая фигура, что позволило ярче продемонстрировать контроль стригаля над животным и его роль в качестве центра полотна.
Рама к картине была сделана Джоном Таллоном, который создал рамы для многих картин художника.

## История

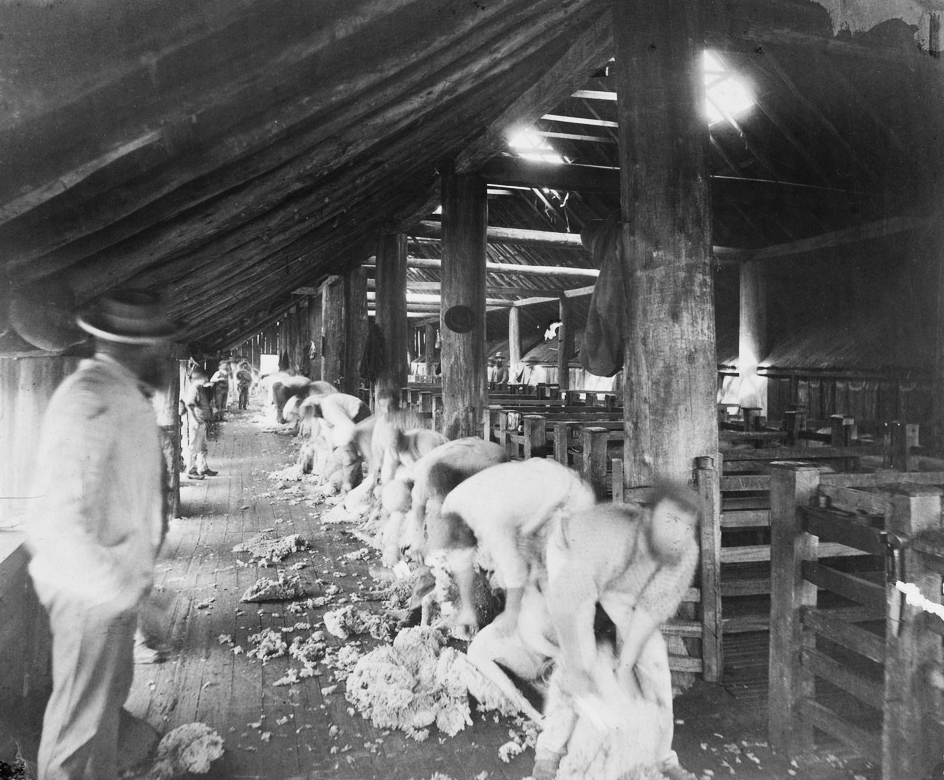
Стрижка овец в окрестностях Мельбурна (Фотография ок. 1880)

Робертс родился в Англии в 1856 году и переехал в Австралию с семьёй в 1869 году, поселившись в Коллингвуде, рабочем пригороде Мельбурна. Будучи талантливым художником, он посещал занятия в художественной школе Национальной галерее Виктории, прежде чем вернуться в Англию в 1881 году, когда его выбрали для обучения в Королевской академии художеств. Путешествуя по Европе с австралийским художником Джоном Питером Расселом, Робертс перенял идеи импрессионизма и пленэрной живописи и привёз их с собой в Австралию, когда вернулся туда в 1885 году. Вместе с художниками-единомышленниками он помог сформировать движение «Гейдельбергской школы», группу импрессионистов из Мельбурна, которые изображали сельскую жизнь и австралийскую природу с националистическим и регионалистским подтекстом.
Австралийские колонии отметили столетие европейского поселения в 1880-х годах, когда впервые европейцы австралийского происхождения превзошли численностью иммигрантов. Эти и другие факторы способствовали возникновению сильных националистических настроений и интенсивных дискуссий об австралийской истории, культуре и самобытности. Стремясь развивать национальное искусство, Робертс избрал для себя сельские и пасторальные сюжеты, символизирующие зарождающуюся нацию, такие как бушрейнджеры, перегонщики скота-дроверы и стригали. В XIX веке шерсть была основным источником богатства австралийских колоний, а к 1870-м годам Австралия стала крупнейшим производителем шерсти в мире. Историк Джеффри Блейни заявляет, что стригали той эпохи, такие как Джеки Хоу, считались почти «народными героями», а результаты сбора шерсти сообщались в местных газетах аналогично спортивным результатам. Стригали также вдохновляли популярные баллады того времени, такие как «Click Go the Shears» и стихи «Банджо» Патерсона. По словам Пола Джонсона, «Стрижка овец», как и работы члена Гейдельбергской школы Артура Стритона, иллюстрирует дань уважения, которую австралийские художники отдают своей стране: «[они] видели страну как место, которое упорный труд и решимость делали всемирным раем». Сама картина описывается Джонсоном как празднование «индустрии, которая создала богатство» Австралии.
«Мне кажется, что одни из лучших слов, сказанных художнику, — „Рисуй то, что любишь, и люби то, что рисуешь“, и над этим я работал: так и получилось, что, находясь в буше, ощущая восторг и очарование великой пасторальной жизни и работы, я пытался выразить это […] Так лёжа на тюках с шерстью … казалось, что у меня было лучшее выражение моего предмета, предмет благородный и достаточно достойный, если бы я смог выразить его смысл и дух — сильного мужского труда, терпение животных, чей годовой рост состригается с них для использования человеком, и большой человеческий интерес ко всей сцене», — Том Робертс, 1890.

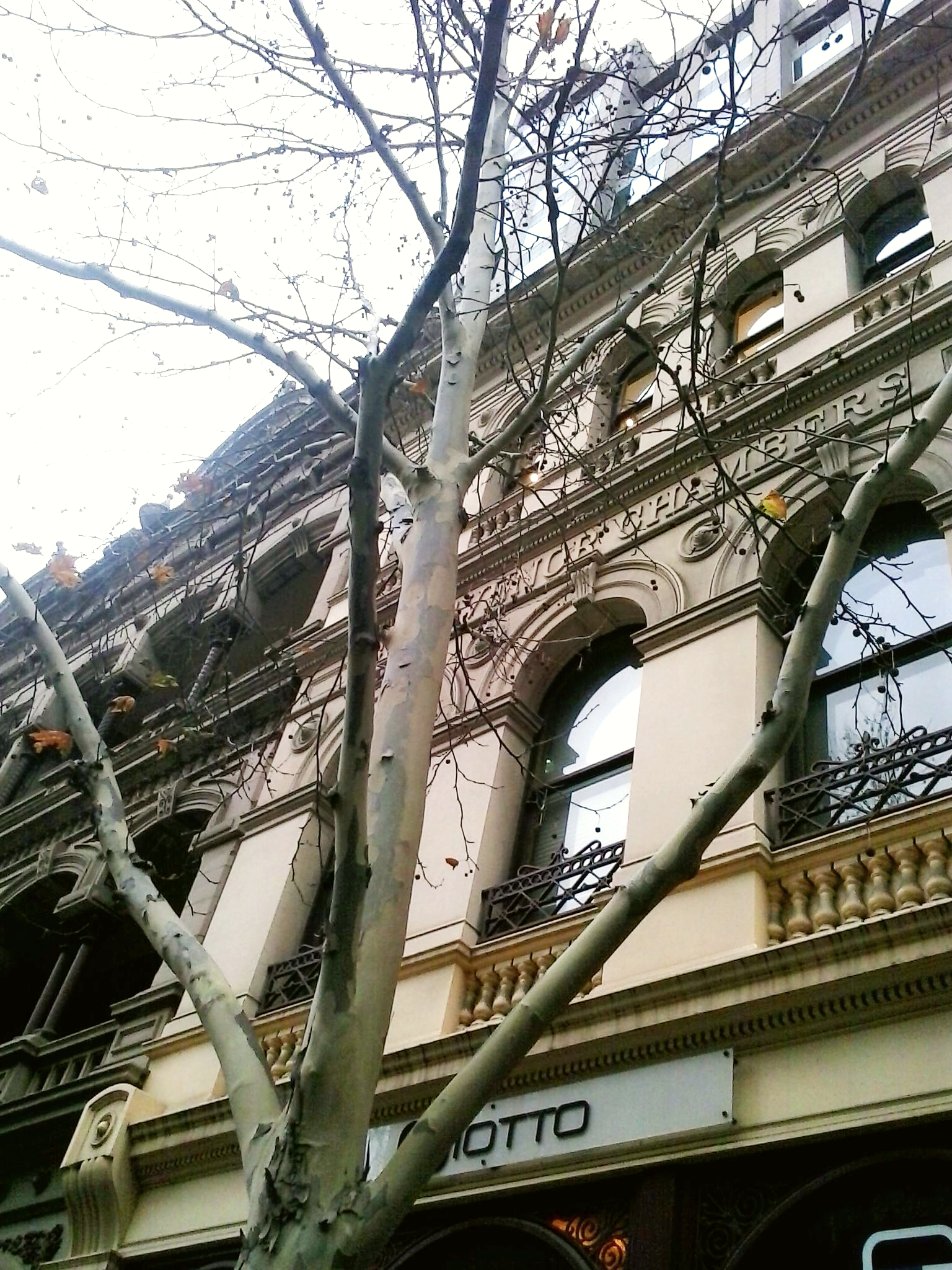
Здание Гросвенор-Чемберс, где Робертс закончил работу и впервые представил её

Робертс закончил картину в мае 1890 года и представил её в своей студии в Гросвенор-Чемберс на Коллинз-стрит в Мельбурне. Незамедлительно последовали призывы к тому, чтобы картина попала в публичную галерею, и мельбурнский корреспондент сиднейской прессы заявил, что «если бы попечители нашей национальной галереи были хоть сколько-нибудь патриотичны, они бы купили её». Робертс хотел продать картину Национальной галерее Виктории, однако против этого выступили ключевые люди галереи, включая директора Джорджа Фолингсби и одного из попечителей. В конце концов художник продал картину местному торговому агенту за 350 гиней; агент показал её в своем офисе в Мельбурне. В конце концов, Национальная галерея Виктории приобрела картину в 1932 году — через год после смерти Робертса.
В 2002 году картина была перемещена в новую, более широкую раму: согласно реставраторам галереи, она соответствовала первоначальной, которая с годами была урезана по мере изменения моды. В 2006 году, впервые более чем за 80 лет, была проведена капитальная реставрация картины. Дело в том, что картина постепенно теряла своё покрытие, поскольку натуральная смола, использованная при предыдущей реставрации, постепенно разрушалась. Реставрация выявила большую часть первоначальной цветовой палитры Робертса, а также детали фона, ранее не распознанные. После того, как картина была очищена, Лейн утверждал, что он «мог видеть, как пространство и свет текут через заднюю часть сарая для стрижки, чего мы не знали раньше». В настоящее время картина представлена в австралийской коллекции Национальной галереи Виктории в Центре Яна Поттера на площади Федерации в Мельбурне.

## Критика
«Стрижка баранов» — это произведение, которое будет жить, произведение, благодаря которому имя мистера Робертса всегда будут помнить. — Table Talk, 1890
Картина изначально была в целом хорошо принята мельбурнской газетой The Age, которая сообщила, что это «самая важная работа с явно австралийским характером». Среди многих посетителей Гросвенор-Чемберс, желающих увидеть картину, были «практичные люди из буша». «Это правильно», — говорили они, отвечая на вопрос о работе.
«Они имеют в виду, что сарай — это сарай, такой как они его знают, мужчины — стригали и они действительно стригут, а овцы — те, которых они видят на выставочных площадках и в стадах. Солнце полной австралийской весенней поры струится через широкие низкие окна, а через торцевую дверь можно увидеть сияющий буш во всей красе. „Это правильно“» — пояснил один из журналистов.
Однако более консервативные круги критиковали работу: Джеймс Смит из The Argus, главный искусствовед Мельбурна, отмечал, что картина слишком натуралистична: «искусство должно быть на все времена, не на одно время, на все места, а не на одно место», добавив: «Мы не ходим в художественную галерею, чтобы посмотреть, как стригут овец». В ответ Робертс защищал выбор темы, заявив, что «искусство, ставшее идеальным выражением одного времени и одного места, становится таковым для всех времён и всех мест».
В обзоре картины 1890 года газета The Argus писала, что стригали, «местные и прирождённые», представляют собой «физическое представление Молодой Австралии». Историк искусства Крис Макоулифф поддержал эту интерпретацию, назвав стригущих работников «идеальными образцами мужественности», которые, в видении Робертса, представляли так называемого «грядущего человека» Австралии.
Более поздние критики отмечали, что полотно представляет собой идеализированный и ностальгический взгляд на пасторальную жизнь Австралии без каких-либо признаков конфликта, который в то время имел место между недавно объединёнными в профсоюзы стригалями и землевладельцами, кульминацией которого стала забастовка австралийских стригалей 1891 года. Тем не менее они заключили, что в конечном итоге картина будет считаться «окончательным изображением зарождающейся национальной идентичности».

## Влияние на австралийскую культуру
«Стрижка овец» стала одной из самых известных и любимых картин в истории австралийского искусства. Картина широко известна по «школьным учебникам, календарям, пазлам, спичечным коробкам и почтовым маркам». Пародии на неё использовались в рекламных кампаниях для таких предметов, как оборудование и нижнее бельё, чтобы выразить то, что один человек назвал «продвижением того, что значит быть австралийцем сегодня». Австралийский карикатурист и социальный комментатор Майкл Леуниг нарисовал новую интерпретацию картины под названием «Овечить стрижку», которую он назвал «юмористической (sic) и заставляющей задуматься в поднятых ею вопросах об австралийской национальной идентичности». «Осознанно националистический» образ молодых белых мужчин был присвоен другими художниками от имени нескольких изолированных групп, включая женщин и иммигрантов.

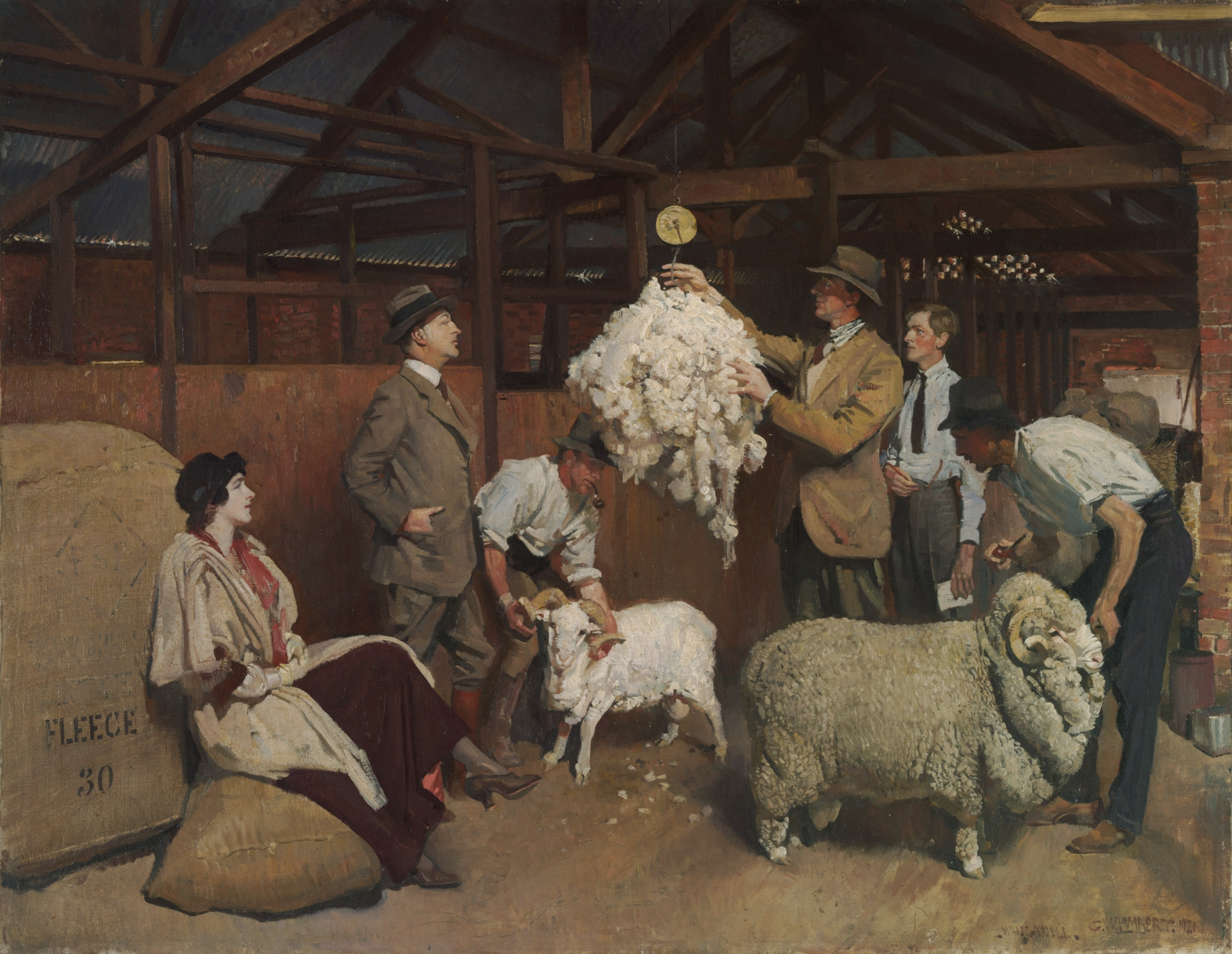
«Взвешивание шерсти» Джорджа Вашингтона Ламберта (1921) — отсылка к картине Робертса.

Считается, что картина 1921 года Джорджа Вашингтона Ламберта «Взвешивание шерсти» была задумана как ответная реакция на «Стрижку овец», и Джим Дэвидсон заявил, что «конечно, она не могла быть более противоположной по духу: вместо празднования сурового мужского труда „Взвешивание шерсти“ повествует о богатстве и социальном порядке». Художник-фотореалист Маркус Бейлби выиграл премию сэра Джона Сулмана в 1987 году за картину, на которой также изображены стригали за работой: на этот раз в современном сарае с использованием машинных ножниц с подвесным механизмом. Бейлби был сознательно вдохновлён «Стрижкой овец» при создании своей собственной обновлённой версии и дал своей работе название «Подстрижка овечек».
Влияние картины можно увидеть и в австралийском кино. Кадры сарая для стрижки в фильме «Дочь скваттера» (1933) очень похожи на сарай, изображённый на картине. В австралийском фильме Новой волны «Воскресенье, слишком далеко» (1975), действие которого происходит на овцеводческой ферме в глубинке, сильное влияние оказала среди других австралийских картин и «Стрижка овец». Картина Робертса вдохновила новозеландского писателя Стивена Дэйсли написать его исторический роман 2015 года «Грядущий дождь».
После того, как сарай для стрижки, изображённый на картине, сгорел во время лесного пожара в 1965 году, местное сообщество построило его копию в близлежащем заповеднике. Реконструкция сцены из картины происходила на станции Норт-Туппал около Токумвала (Новый Южный Уэльс) в июне 2010 года. Ещё одно представление «Стрижки овец» в натуральную величину произошло в 2011 году на площади Федерации Мельбурна в рамках празднования 150-летия Национальной галереи Виктории.